# Rob Witschge
Rob Witschge (Amsterdã,22 de agosto de 1966) é um ex-jogador de futebol neerlandês que atualmente é assitente do técnico Marco van Basten na Seleção Neerlandesa.

## Carreira

### Seleção
Pela seleção neerlandesa disputou dois campeonatos internacionais, a Euro 92 e a Copa de 94. Seu irmão Richard Witschge também foi jogador. Ambos atuaram juntos no Ajax e pelos Países Baixos.